# Carsten Höfer
Carsten Höfer (* 21. Juli 1969 in Essen)  ist ein deutscher Kabarettist, Buchautor, Moderator und Schauspieler.

## Werdegang
Carsten Höfer wuchs in seiner Geburtsstadt Essen auf und ging nach dem Abitur nach Münster, um ein Lehramtsstudium (Deutsch, Sport und Philosophie für die Sekundarstufen II und I) zu absolvieren. Nach dem 1. Staatsexamen entschied er sich für das Kabarett und die Schauspielerei als Beruf.
Höfer lebt in Münster.

### Kabarett und Schauspiel
Bereits als Schüler hat er als Mitglied des Essener Kabaretts Maulwürfe auf der Bühne gestanden.  Von 1992 bis 1994 arbeitete er im Ensemble Schulte-Brömmelkamp als Textautor, Regisseur und als Schauspieler.
- 1992 Mitwirkung beim Essener Rockmusical DOSTO, einer Weihnachtsrockoper nach Dostojewski. Regie: Holger Ellwanger
- 1993 Mitwirkung und Mitgestaltung beim Tanztheater TOHUWABOHU. Regie: Ulla Buchbinder
- 1994 erstes Kabarett-Soloprogramm Bodenlose Nettigkeiten. Regie:	Martin Achterkamp
- 1996 und 1997 Schauspieler und Mitorganisator der alternativen münsteraner Karnevalssitzung KAPPE APP.
- 1997 Hauptrolle in dem Schauspiel SINGLE BELLS, eine Blue Orange Produktion. Regie: Günther Möllmann
- 1997 Premiere des zweiten Kabarett-Soloprogramms DER ALLERERSTE GRATULANT. Regie: Martin Achterkamp
- 1999 Schauspieler bei der Theateradaption von Paul Austers New York Trilogie „BLACK OUTS - EINE CHRONIK DES SCHEITERNS“.  Regie:	Harald Funke
- Seit 2000 Mitglied beim Improvisationstheater IMPRO 005
- 2002 Premiere des dritten Kabarett-Soloprogramms „FRAUENVERSTEHER-Kabarett für alle, die entweder ein Mann oder eine Frau sind“
- 2005 Das preisgekrönte Programm „FRAUENVERSTEHER“ geht in überarbeiteter Version auf Tour.
- 2007 Viertes Kabarett-Programm TAGESABSCHLUSSGEFÄHRTE-Kabarett für alle, die eine Beziehung haben oder Single sind feiert Premiere.
- 2011 Fünftes Kabarett-Soloprogramm Secondhand MANN - Gebrauchte Männer lieben besser!
- 2013 Sechstes Kabarett-Soloprogramm WeihnachtsVersteher - Kabarett für alle, die Weihnachten lieben oder lieber nicht.
- 2015 Siebtes Kabarett-Soloprogramm EHE-MÄN - Superhelden für den Hausgebrauch!
- 2020 Achtes Kabarett-Soloprogramm MANNgelhaft - Sind Frauen die besseren Kerle?

### Fernsehen
- 1997 mehrere Auftritte bei RTL- Samstag SPÄTNACHT.
- 1998 Nebenrolle bei der PRO 7 Spielfilmproduktion ANTRAG VOM EX - PRO7. Regie: Sven Unterwaldt Jr.
- 1999 Feste Rolle Oliver bei der ZDF - Promi Talk Show SONST GERNE – (12 Folgen) zusammen mit Cordula Statmann. Regie: Thomas Klees
- 2001 Fester Cast bei  Mircomania SAT1 (13 Folgen) - Regie: Holger Schmidt
- 2003 und 2002  Hauptcast von DIE SKETCH SHOW  - PRO7 (13 Folgen). Regie: Gerriet Schieske & Dirk Nabersberg
- 2003 Künstlerportrait über Carsten Höfer - WDR. Regie: Kirsten Meyer
- 2003 Episodenrolle Martin bei Bewegte Männer - SAT1. Regie: Mike Zens
- 2004 mehrere Auftritte bei nightwash auf ARD
- 2004 Gastauftritt bei „Lachen mit Lars“ auf HR3
- 2005 Pilotfolge „Lachen um acht“ für KABEL 1
- 2005 Studiotalkgast bei Erika Berger (FOCUS TV) PREMIERE
- 2006 Moderator von „Bitte Lachen – Die Show“ auf RTL2 (8 Folgen zusammen mit Gerlinde Jänicke)
- 2007 Gastauftritt in dem Film „Die Leeze“ – Regie: Sascha Zaisch

### Bücher
- Carsten Höfer: Frauenversteher - Das Buch für alle, die entweder ein Mann oder eine Frau sind; München : Südwest-Verlag 2012; ISBN 978-3-517-08721-4
- Carsten Höfer: TAGESABSCHLUSSGEFÄHRTE - Das Buch für alle, die entweder eine Beziehung haben oder Single sind; München: Südwest-Verlag 2013; ISBN 978-3-517-08829-7

### CD und DVD-Produktionen
- 2000 Ersten Comedy-CD HÖFER PARK
- 2003 Zweite CD-Produktion „FRAUENVERSTEHER-Kabarett für alle, die entweder ein Mann oder eine Frau sind“
- 2007 Dritte CD-Produktion „TAGESABSCHLUSSGEFÄHRTE-Kabarett für alle, die eine Beziehung haben oder Single sind.“

## Auszeichnungen
- Grazer Kleinkunstvogel (Nominierung 1996)
- Sankt Ingberter Kleinkunstpfanne (Nominierung 1996)
- Reinheimer Satirelöwe (Nominierung 1996)
- Hessischer Satirelöwe (1996) (alle für Bodenlose Nettigkeiten)

- Magdeburger Kugelblitz (Nominierung 1998) (für Der allererste Gratulant)
- PRO7 Fernsehpreis und Auszeichnung ("Comedy Hot Shot 2003 in Silber) (für „Frauenversteher-Kabarett für alle, die entweder ein Mann oder eine Frau sind“)
- KIEP - Der Kabarettpreis des Münsterlandes (Zuschauerpreis 2004) (für „Frauenversteher-Kabarett für alle, die entweder ein Mann oder eine Frau sind“)
- Ehrenkünstler des WGC-Theaters Hannover